# Ondas en plasmas
Las ondas en plasmas son un conjunto interrelacionado de partículas y campos que se propagan en una forma repetitiva periódica. Un plasma es un fluido conductor de la electricidad casi neutro. En su forma más simple, está formado por electrones e iones positivos unitarios, pero también puede llegar a contener iones múltiples incluyendo iones negativos y partículas neutras. A causa de su conductividad eléctrica, un plasma se acopla a campos eléctricos y campos magnéticos. Este complejo de partículas y campos permite que se desarrollen una gran variedad de ondas.

## Terminología y clasificación
Según exista o no un campo magnético oscilatorio, las ondas en plasmas se pueden clasificar en electromagnéticas o electrostáticas. Aplicando la ley de inducción de Faraday a ondas planas, se obtiene que {\displaystyle \mathbf {k} \times {\tilde {\mathbf {E} }}=\omega {\tilde {\mathbf {B} }}}, lo que implica que una onda electrostática debe ser puramente longitudinal. Por el contrario, una onda electromagnética, debe tener una componente transversal, aunque también puede tener una componente longitudinal.
También es posible clasificar las ondas según cual sea la especie oscilante. En la mayoría de los plasmas que son de interés, la temperatura del electrón es comparable o mayor que la temperatura del ion. Por esta razón, y el hecho de que la masa del electrón es mucho menor, es que los electrones son mucho más rápidos que los iones. Un modo electrón depende de la masa de los electrones, aunque los iones se pueden suponer con una masa infinita, o sea estacionarios. Un modo ion depende de la masa del ion, y los electrones se suponen sin masa y se redistribuyen instantáneamente de acuerdo a la relación de Boltzmann. Solo en contados casos, como la oscilación híbrida inferior, es que un modo depende de la masa del electrón y de la masa del ion.
Otra clasificación considera los varios modos de acuerdo a si se propagan en un plasma no magnetizado o en forma paralela, perpendicular u oblicua al campo magnético estacionario. Finalmente, para ondas electromagnéticas de electrones, el campo eléctrico perturbado puede ser tanto paralelo como perpendicular al campo magnético estacionario.
| Tipo EM          | especie oscilante | condiciones                                                                         | relación de dispersión | nombre                                  |
| ---------------- | ----------------- | ----------------------------------------------------------------------------------- | --- | --------------------------------------- |
| electrostática   | electrones        | {\displaystyle {\vec {B}}_{0}=0\ {\rm {o}}\ {\vec {k}}\\|{\vec {B}}_{0}}            | {\displaystyle \omega ^{2}=\omega _{p}^{2}+(3/2)k^{2}v_{th}^{2}}                                                                                               | oscilación de plasma (u onda Langmuir)  |
| electrostática   | electrones        | {\displaystyle {\vec {k}}\perp {\vec {B}}_{0}}                                      | {\displaystyle \omega ^{2}=\omega _{p}^{2}+\omega _{c}^{2}=\omega _{h}^{2}}                                                                                    | oscilación híbrida superior             |
| electrostática   | iones             | {\displaystyle {\vec {B}}_{0}=0\ {\rm {o}}\ {\vec {k}}\\|{\vec {B}}_{0}}            | {\displaystyle \omega ^{2}=k^{2}v_{s}^{2}=k^{2}{\frac {\gamma _{e}KT_{e}+\gamma _{i}KT_{i}}{M}}}                                                               | onda acústica de iones                  |
| electrostática   | iones             | {\displaystyle {\vec {k}}\perp {\vec {B}}_{0}} (casi)                               | {\displaystyle \omega ^{2}=\Omega _{c}^{2}+k^{2}v_{s}^{2}} | onda de ciclotrón electrostática de ion |
| electrostática   | iones             | {\displaystyle {\vec {k}}\perp {\vec {B}}_{0}} (exactamente)                        | {\displaystyle \omega ^{2}=\omega _{i}^{2}=\Omega _{c}\omega _{c}}                                                                                             | oscilación híbrida inferior             |
| electromagnética | electrones        | {\displaystyle {\vec {B}}_{0}=0}                                                    | {\displaystyle \omega ^{2}=\omega _{p}^{2}+k^{2}c^{2}} | onda de luz                             |
| electromagnética | electrones        | {\displaystyle {\vec {k}}\perp {\vec {B}}_{0},\ {\vec {E}}_{1}\\|{\vec {B}}_{0}}    | {\displaystyle {\frac {c^{2}k^{2}}{\omega ^{2}}}=1-{\frac {\omega _{p}^{2}}{\omega ^{2}}}}                                                                     | onda O                                  |
| electromagnética | electrones        | {\displaystyle {\vec {k}}\perp {\vec {B}}_{0},\ {\vec {E}}_{1}\perp {\vec {B}}_{0}} | {\displaystyle {\frac {c^{2}k^{2}}{\omega ^{2}}}=1-{\frac {\omega _{p}^{2}}{\omega ^{2}}}\,{\frac {\omega ^{2}-\omega _{p}^{2}}{\omega ^{2}-\omega _{h}^{2}}}} | onda X                                  |
| electromagnética | electrones        | {\displaystyle {\vec {k}}\\|{\vec {B}}_{0}} (polarización circ. derecha)            | {\displaystyle {\frac {c^{2}k^{2}}{\omega ^{2}}}=1-{\frac {\omega _{p}^{2}/\omega ^{2}}{1-(\omega _{c}/\omega )}}}                                             | onda R (modo whistler)                  |
| electromagnética | electrones        | {\displaystyle {\vec {k}}\\|{\vec {B}}_{0}} (polarización circ. izquierda)          | {\displaystyle {\frac {c^{2}k^{2}}{\omega ^{2}}}=1-{\frac {\omega _{p}^{2}/\omega ^{2}}{1+(\omega _{c}/\omega )}}}                                             | onda L                                  |
| electromagnética | iones             | {\displaystyle {\vec {B}}_{0}=0}                                                    | | none                                    |
| electromagnética | iones             | {\displaystyle {\vec {k}}\\|{\vec {B}}_{0}}                                         | {\displaystyle \omega ^{2}=k^{2}v_{A}^{2}} | onda de Alfvén                          |
| electromagnética | iones             | {\displaystyle {\vec {k}}\perp {\vec {B}}_{0}}                                      | {\displaystyle {\frac {\omega ^{2}}{k^{2}}}=c^{2}\,{\frac {v_{s}^{2}+v_{A}^{2}}{c^{2}+v_{A}^{2}}}}                                                             | onda magnetosónica                      |